# Wataru Takagi (personaggio)
Wataru Takagi (高木 渉?, Takagi Wataru) è un personaggio immaginario e principale della serie manga e anime Detective Conan, creata da Gōshō Aoyama ed edita in Giappone dalla Shogakukan nello Shōnen Sunday e in Italia dalla Star Comics. Nel doppiaggio italiano dell'anime, il cognome è pronunciato con la "G dolce", come quella della parola "gioco", mentre la pronuncia corretta è con la "G dura", come quella della parola "gatto".

## Biografia
Wataru Takagi è un agente (刑事?, keiji) della prima squadra investigativa della polizia metropolitana di Tokyo, nonché il poliziotto che appare maggiormente nel manga dopo l'ispettore Megure. Il termine keiji indica i tre gradi più bassi della polizia giapponese, ma il suo preciso grado nella polizia non è chiaro, poiché una volta Yumi Miyamoto si rivolge a lui come keibu-ho (警部補? riferimento non mantenuto in traduzione né nel manga né nell'anime), il più alto dei gradi cui ci si riferisce con keiji, mentre in seguito Miwako Sato lo chiama junsa-buchō (巡査部長?), il grado immediatamente sotto, due volte nel manga e una nell'anime ("sottufficiale" nella versione italiana del manga in entrambi i casi, chiamato solo "Takagi" in quella dell'anime); quest'ultimo grado appare poi anche sulla sua tessera, sempre tradotto come "sottufficiale" nella versione italiana del manga e nell'anime appare anche sulla targhetta del teatro Kabuki quando Conan, con la voce di Kogoro, lo presenta come maschera nel suo spettacolo di deduzioni. Nella versione italiana del manga è presente un errore nel file 10 del volume 36: Takagi dice che Sato, che è keibu-ho, è una sua superiore, ma nella versione originale dice solo che per lui è una senpai; nella versione italiana dell'anime (episodio 304, 329 secondo la numerazione italiana) è stato tradotto più precisamente con "è in servizio da più tempo, è lei che comanda nella squadra".
Di animo sensibile e sempre disponibile nei confronti di Conan Edogawa, Takagi è innamorato di una sua collega con maggiore anzianità di servizio, l'agente Miwako Sato, per il cuore della quale si trova in competizione con tutta la prima squadra investigativa e soprattutto con l'ispettore Ninzaburo Shiratori.

## Creazione
Le comparse di Takagi sono molto frequenti, in quanto accompagna l'ispettore Megure in ogni caso. Mentre nel manga la prima apparizione risale al file 1 del volume 18, nell'anime viene introdotto molto prima: episodio 21, 22 secondo la numerazione italiana. Dal file 8 al file 10 del volume 21 (episodi 146-147 dell'anime, 156-157 secondo la numerazione italiana), Takagi e Sato hanno per la prima volta un ruolo importante nella storia, mentre prima si limitavano a semplici comparse. Dei due, solo Takagi è comparso nell'anime ancora prima che comparisse nel manga e non è, infatti, chiaro se sia stato creato da Gōshō Aoyama. Per questo, ha preso il nome dal suo doppiatore, che prima della sua comparsa già donava la voce ad un altro personaggio: Genta Kojima. Ciò deriva da un errore durante il doppiaggio: il personaggio era inizialmente senza nome, ma registrando l'episodio 66 (68 secondo la numerazione italiana), Chafūrin, doppiatore di Megure, nella scena in cui l'ispettore chiede a Takagi di controllare le macchie di sangue sul pavimento, improvvisò chiamandolo "Wataru Takagi". È inoltre presente in alcuni film d'animazione ed OAV della serie.

## Rapporti

### Miwako Sato
Miwako Sato compare per la prima volta nel volume 19, ma recita una parte marginale. Nel volume 21 il suo personaggio viene introdotto in maniera definitiva e subito sono chiariti i sentimenti che prova per lei Takagi. Il suo tentativo di conquistare la giovane donna è però ostacolato dall'interessamento per lei di Ninzaburo Shiratori, un ispettore di polizia determinato a fidanzarsi con Sato. Dall'epilogo di questo caso è però evidente come lei preferisca Takagi.
In seguito, il rapporto fra i due si evolve, dal momento che spesso si trovano ad indagare insieme. Takagi cerca anche di far ingelosire Sato, facendole credere di aver chiesto a Yumi di uscire con lui. In una particolare occasione, l'aiuto di Conan e del dottor Araide (che era in realtà Vermouth travestita) si rivela essenziale per impedire un bacio fra Shiratori e Sato, incastrata dalla madre in un miai, un appuntamento prestabilito, caratteristico delle tradizioni giapponesi. Conan chiede infatti ad Araide di chiamarla senza farsi riconoscere, facendo credere alla donna che sia stato Takagi ad essere venuto in suo aiuto, il che avrebbe impedito il bacio secondo la scommessa fatta con Shiratori.
Sato, timorosa di perdere Takagi come il padre e il collega di cui si era innamorata, Jinpei Matsuda, cerca di respingere l'uomo, ma l'intervento di Takagi stesso, che le impedisce di uccidere il dinamitardo colpevole della morte di Matsuda, e le parole di costui, le fanno cambiare idea. Eccole di seguito:
(Wataru Takagi (volume 37, file 1; episodio 304 dell'anime, 329 secondo la numerazione italiana).)
Il bacio fra i due è però interrotto prontamente dall'ispettore Megure.
La relazione fra i due è ormai chiara anche a loro stessi, tanto che si danno un appuntamento al luna park, rovinato dalla ricerca di uno spacciatore, anche se alla fine lei gli chiede di starle sempre vicino. In seguito, dopo un caso, i due stanno per baciarsi su un'auto, ma si interrompono perché Conan, Ran e Kogoro sono nei sedili posteriori: in Giappone è maleducazione baciarsi in pubblico. Takagi riesce poi a donare a Sato un anello. Successivamente ci sarà un "quasi bacio", in cui Takagi viene interrotto da Conan mentre cerca di baciare Sato, ma si dovrà aspettare fino al volume 64 per avere il primo bacio della coppia.

### Conan Edogawa
Insieme a Sato, Takagi è l'agente che maggiormente tiene in considerazione i suggerimenti del protagonista e, in generale, di tutti i Detective Boys. Il suo contributo talvolta aiuta Conan nel risolvere i casi e, in un'occasione, Takagi fornisce al bambino informazioni importanti nell'economia della trama principale.
Takagi arriva anche a sospettare che Conan non sia un normale bambino di prima elementare e, in un caso in cui è in gioco la vita di entrambi, chiede al protagonista chi sia in realtà. Conan, però, afferma che gli rivelerà la sua identità solo quando saranno morti.

### Wataru Date
Takagi era molto legato a Wataru Date, suo istruttore in polizia, morto un anno prima rispetto alla storia principale. Insieme erano chiamati i Wataru Brothers (ワタル・ブラザーズ?, Wataru Burazāzu), perché entrambi si chiamano Wataru, anche se i nomi sono scritti con ideogrammi diversi. Date ha lasciato a Takagi un'agendina nera, che lui porta sempre con sé. Takagi si accorge che il vero significato delle parole "Ti affido questa", pronunciate in punto di morte dandogli l'agenda, si riferivano al fatto che Date aveva in programma di recarsi a casa della sua fidanzata con i suoi genitori per fargliela conoscere e conoscere i genitori di lei. Takagi, invece, non la informò né di questo né che Date era morto in un incidente stradale, e quindi lei si suicidò, credendo di essere stata abbandonata.